# Erigorgus narkandensis
Erigorgus narkandensis là một loài tò vò trong họ Ichneumonidae.